# Ellen Sturgis Hooper
Ellen Sturgis Hooper (ur. 17 lutego 1812 w Bostonie, zm. 3 listopada 1848 tamże) – amerykańska poetka tworząca w okresie romantyzmu. Była jedną z przedstawicielek transcendentalizmu i należała do działającego w Nowej Anglii Klubu Transcendentalistów, skupionego wokół Ralpha Waldo Emersona.

## Życiorys
Ellen Sturgis Hooper urodziła się jako córka Williama F. Sturgisa i Elizabeth M. Davis. Ojciec poetki był bogatym kupcem. Matka autorki była bardzo inteligentną i niezależną kobietą i wychowywała córkę na swój obraz i podobieństwo, rozbudzając w niej wyższe aspiracje. W 1837 Ellen poślubiła lekarza Roberta Williama Hoopera, mimo że jej przyjaciele uważali go za mniej rozwiniętego intelektualnie od niej samej. Para doczekała się trójki dzieci. Poetka zmarła na gruźlicę w wieku 36 lat. Siostrą autorki była Caroline Sturgis Tappan.

## Twórczość
Wiersze poetki spotkały się z uznaniem Emersona, który regularnie zamieszczał je w czasopiśmie The Dial. Jej utwory znalazły się również w antologii Aesthetic Papers, wydanej przez Elizabeth Peabody. Końcowe strofy wiersza The Wood-Fire Henry David Thoreau włączył do swojego najważniejszego dzieła, The Walden. Do najpopularniejszych wierszy poetki należą Beauty and Duty, znany jako I slept, and dreamed that life was Beauty, The poet, The Poor Rich Man, Wayfarers, To The Ideal, Farewell!, The Out-Bid, To R. W. E., The Straight Road i wspomniany The Wood-Fire.